# Eugenio Charpenel
Eugenio Charpenel war ein französischer Fußballspieler auf der Position eines Stürmers.
Charpenel spielte in den frühen Jahren seines Bestehens für den mexikanischen Fußballverein Club Deportivo Guadalajara. Mit diesem Verein gewann Charpenel in den ersten beiden Spielzeiten 1908/09 und 1909/10 der neu gegründeten Liga de Occidental den Meistertitel und war darüber hinaus auch Torschützenkönig in der Premierensaison 1908/09.